# GAC Aion Y
GAC Aion Y – elektryczny samochód osobowy typu crossover klasy kompaktowej produkowany pod chińską marką GAC Aion w latach 2021–2022 oraz jako Aion Y Plus od 2022 roku.

## Historia i opis modelu

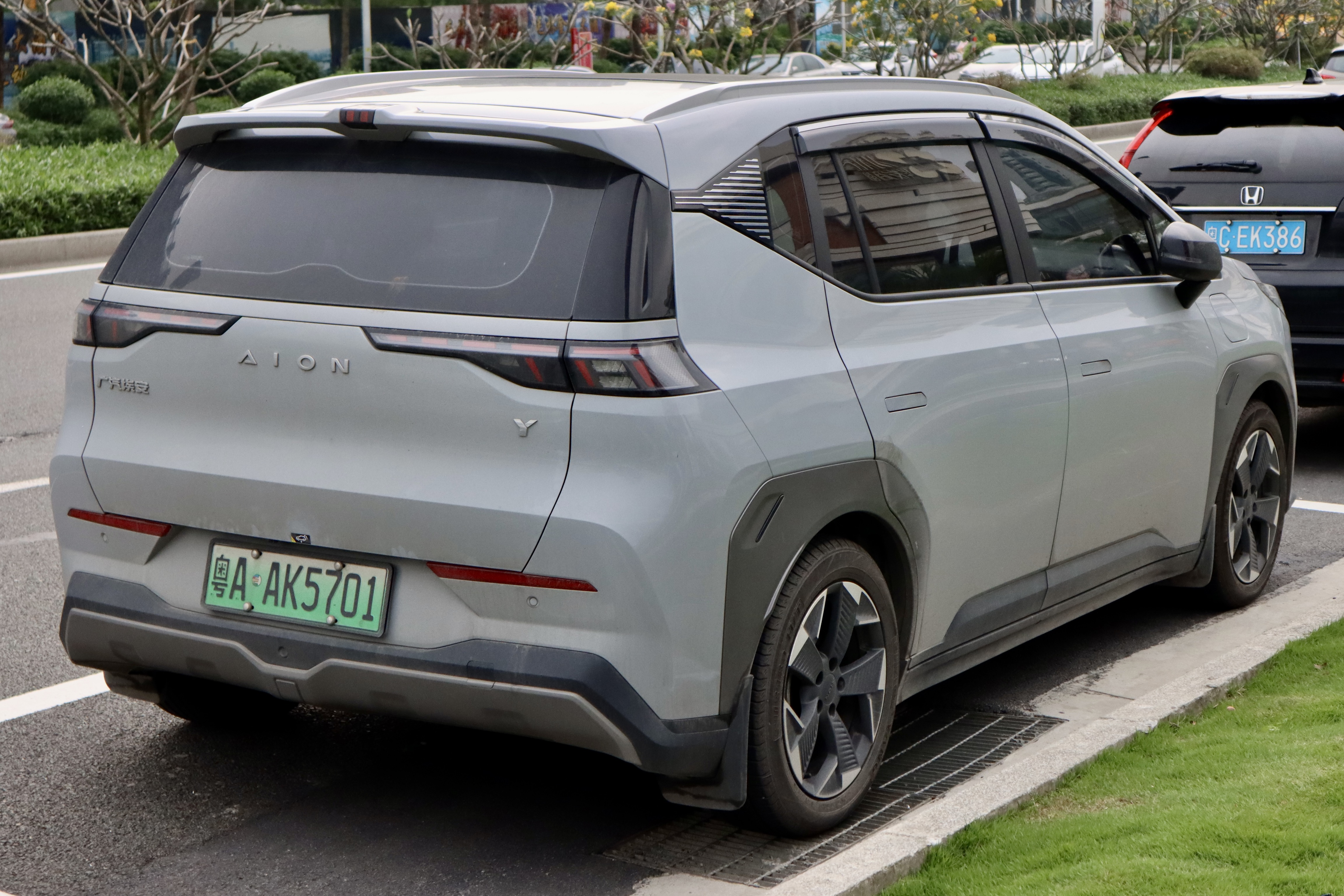
GAC Aion Y – tył

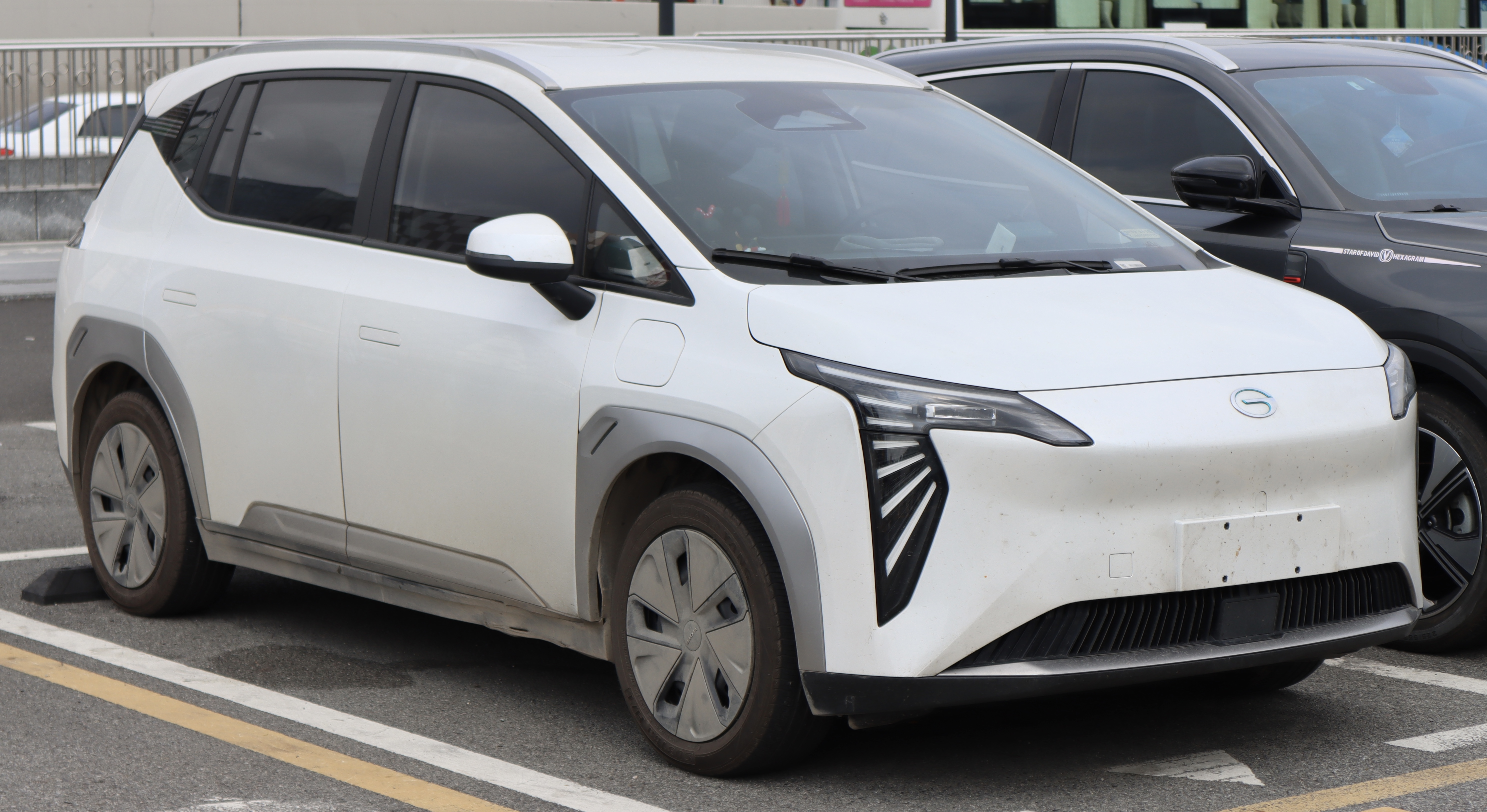
Aion Y Plus po liftingu

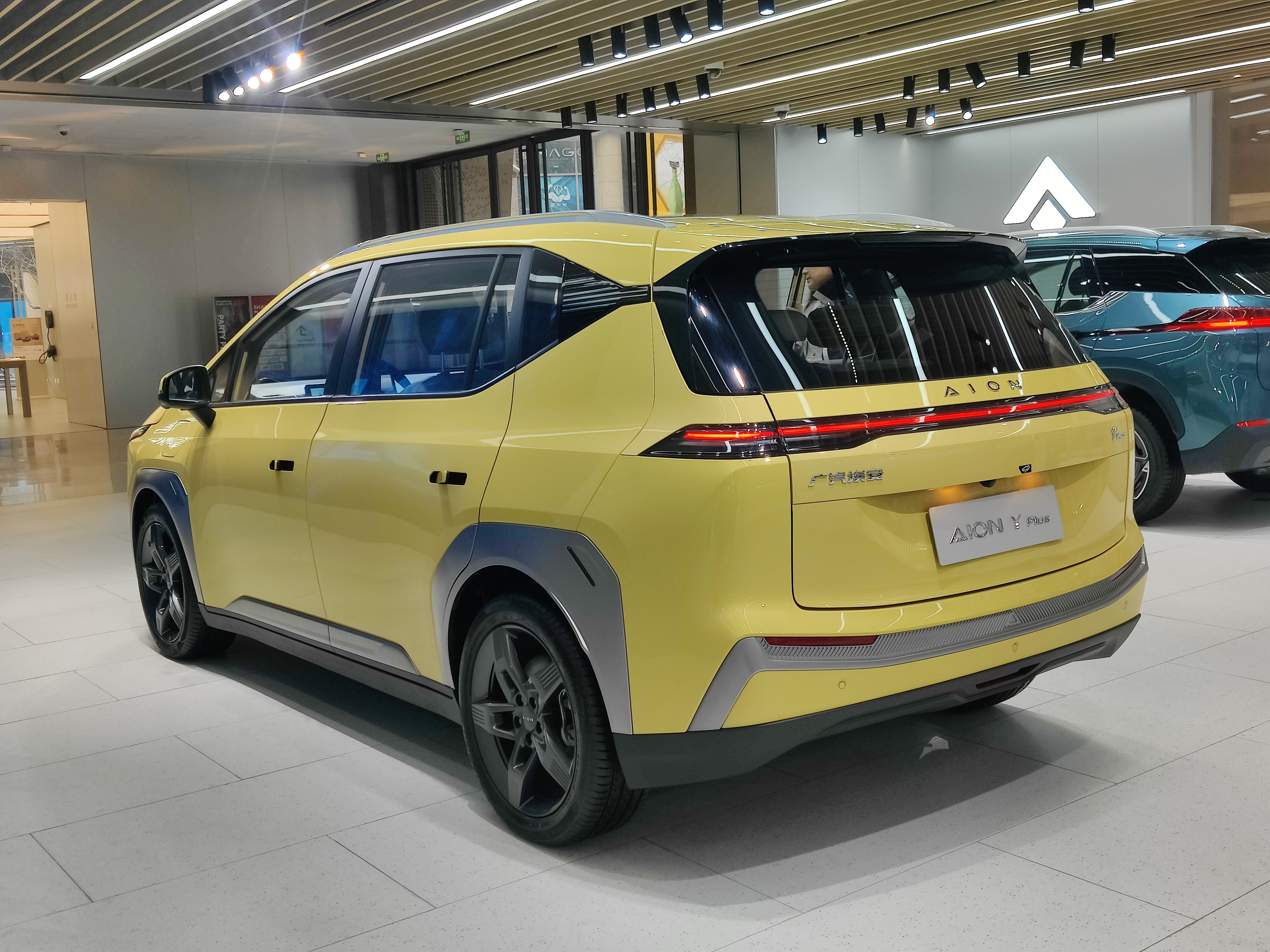
Aion Y Plus – tył po liftingu

W listopadzie 2020 chiński GAC Motor przedstawił zapowiedź czwartego modelu swojej filii samochodów elektrycznych w formie przedprodukcyjnego prototypu. Kompaktowy crossover GAC Aion Y oficjalnie zadebiutował w produkcyjnej formie pół roku później, w kwietniu 2021 roku podczas Shanghai Auto Show. Samochód utrzymano w futurysrycznej stylizacji skierowanej do młodych odbiorców, bogatej w nieregularne kształty, kolorowe akcenty i ostre linie tworzące m.in. zakończenie linii okien, nadkola czy plastikowe nakładki na zderzaki. Tył przyozdobiły wysoko osadzone, wąskie lampy, z kolei przednią część nadwozia zdominowały obszerne reflektory w kształcie bumerangów.
Kabina pasażerska została utrzymana w konwencjonalnej koncepcji, z dominującymi regularnymi kształtami i dużym, centralnie umieszczonym dotykowym ekranem systemu multimedialnego oraz wąskim wyświetlaczem cyfrowych zegarów przed kierowcą. Wysoko porpwadzony tunel środkowy zwieńzył obrotowy wybierak trybów jazdy. GAC Aion Y wyposażony został m.in. w system wykrywania i włączania pojazdu gdy autoryzowany wcześniej kierowca zbliża się do pojazdu.

### Lifting
Już niespełna rok po debiucie rynkowym, w październiku 2022, samochód przeszedł obszerną restylizację, a także korektę nazwy na Aion Y Plus w ramach odchodzenia od członu "GAC". Pas przedni zyskał mniej agresywnie stylizowane reflektory i mniej nakładek plastikowych na rzecz bardziej jednorodnej struktury zderzaka, a tylne dwuczęściowe lampy zastąpił wąski, biegnący przez całą szerokość pas świetlny. Przez większe zwisy samochód stał się wyraźnie dłuższy, a modyfikacjom poddano jeszcze kokpit – z większym, centralnym ekranem dotykowym systemu multimedialnego.

### Sprzedaż
GAC Aion Y powstał głównie z myślą o rodzimym rynku chińskim, gdzie jego sprzedaż rozpoczęła się oficjalnie pół roku po debiucie, w listopadzie 2021 roku. Zasięg rynkowy crossovera zdecydowano się porzeszyć o rynki zagraniczne 2 lata później, rozpoczynając sprzedaż w Tajlandii, z lokalną produkcją uruchomioną w nowej fabryce w połowie 2024 roku. W międzyczasie, w styczniu 2024, sprzedaż poszerzono o kolejny rynek zewnętrzny, Hongkong.

### Dane techniczne
GAC Aion Y został zbudowany wyłącznie z myślą o napędzie elektrycznym, trafiając do sprzedaży z trzema rozmiarami baterii. Podstawowy, 60 kWh, zaoferował ok. 410 kilometrów zasięgu na jednym ładowaniu, środkowy z 70 kWh baterią ok. 500 kilometrów, a topowy dzięki 80 kWh baterii – do 600 kilometrów zasięgu deklarowanego według producenta. Podstawowy model połączono z 136-konnym silnikiem elektrycznym, a pozostałe dwa – z mocniejszym, 184-konnym.